# بخش مرکزی شهرستان ساری
بخش مرکزی شهرستان ساری یکی از بخش‌های شهرستان ساری در استان مازندران در شمال ایران است.

## تقسیمات کشوری
- بخش مرکزی شهرستان ساری
  - دهستان اسفیورد شوراب
  - دهستان کلیجان رستاق سفلی
  - دهستان مذکوره
  - دهستان میاندورود کوچک

شهرها: ساری

## جمعیت
بنابر سرشماری مرکز آمار ایران، جمعیت بخش مرکزی شهرستان ساری در سال ۱۳۹۵ برابر با ۴۲۹٬۶۲۰ نفر بوده‌است.